# 冥王星族
| 太陽系外縁天体                                         | 太陽系外縁天体         |
| ------------------------------------------------------ | ---------------------- |
| エッジワース ・カイパー ベルト （海王星との 軌道共鳴） | (3:4)                  |
| エッジワース ・カイパー ベルト （海王星との 軌道共鳴） | 冥王星族 (2:3)         |
| エッジワース ・カイパー ベルト （海王星との 軌道共鳴） | (3:5)                  |
| エッジワース ・カイパー ベルト （海王星との 軌道共鳴） | キュビワノ族 ( - )     |
| エッジワース ・カイパー ベルト （海王星との 軌道共鳴） | (1:2)                  |
| 散乱円盤天体                                           |                        |
| オールトの雲                                           |                        |
| 類似天体                                               | ケンタウルス族         |
| 類似天体                                               | 海王星のトロヤ群       |
| 類似天体                                               | 彗星（遷移天体）       |
| 関連項目                                               | 準惑星（冥王星型天体） |
| 関連項目                                               | 太陽系小天体           |
| ■Portal ■Project ■Template                             |                        |

冥王星族（めいおうせいぞく、Plutino）またはプルーティノ族（プルーティノぞく）とは、冥王星と似たような軌道を持つ天体である。この族に属する天体は海王星と3:2の共鳴関係にあり、公転周期が海王星の約2分の3倍（243 - 253年）となる。冥王星族はエッジワース・カイパーベルトの内周部分を構成し、知られているカイパーベルト天体の約5分の1を占め、確実に92個の天体が存在し、他に104個の天体が存在する可能性がある。
冥王星とカロンを除くと、最初の冥王星族 (1993 RO) は1993年7月16日に発見された。
冥王星族に冥王星自身を含むことは（冥王星も軌道の性質が同じ為）便利だが、英語表記では plutino に「小さな冥王星」の意味があるために、含むべきではないという主張もある。

## 主要な冥王星族の天体
| 小惑星番号 | 名前 （仮符号）            | 推定直径 （km）                          | 公転周期 （年） | 衛星数 | 備考                        |
| ---------- | -------------------------- | ---------------------------------------- | --------------- | ------ | --------------------------- |
| 134340     | 冥王星                     | 2,320                                    | 249             | 5      | 準惑星                      |
| Pluto I    | カロン                     | 1,280                                    | 249             | -      | 冥王星最大の衛星 準惑星候補 |
| 15810      | アラウン (1994 JR1)        | 127                                      | 245             | 未確認 | 冥王星の準衛星（異説あり）  |
| 15875      | 1996 TP66                  | 80                                       | 未確認          | 未確認 |                             |
| 28978      | イクシオン (2001 KX76)     | 800                                      | 249             | 未確認 | 準惑星候補                  |
| 38083      | ラダマントゥス (1999 HX11) | 160                                      | 246             | 未確認 |                             |
| 38628      | フヤ (2000 EB173)          | 540                                      | 250             | 未確認 | 準惑星候補                  |
| 47171      | レンポ (1999 TC36)         | 286 - 331                                | 250             | 2      | 三重小惑星                  |
| 47932      | 2000 GN171                 | 321                                      | 未確認          | 未確認 |                             |
| 84922      | 2003 VS2                   | 523                                      | 250             | 未確認 | 準惑星候補                  |
| 90482      | オルクス (2004 DW)         | 840 - 1,880                              | 246             | 1      | 準惑星候補                  |
| 139775     | 2001 QG298                 | (260 ×205 ×185) もしくは (164 ×130 ×116) | 未確認          | 1      |                             |
| 144897     | 2004 UX10                  | 529                                      | 未確認          | -      | 準惑星候補                  |
| 175113     | 2004 PF115                 | 505                                      | 未確認          | -      | 準惑星候補                  |
| 208996     | 2003 AZ84                  | 590 - 785                                | 未確認          | 1      | 準惑星候補                  |
| 未登録     | 1998 WV24                  | 110                                      | 未確認          | 1      |                             |
| 未登録     | 2001 QF298                 | 420 - 490                                | 未確認          | -      | 準惑星候補                  |
| 未登録     | 2002 XV93                  | 430 – 457                                | 未確認          | -      | 準惑星候補                  |
| 未登録     | 2003 UZ413                 | 591                                      | 未確認          | -      | 準惑星候補                  |
| 未登録     | 2006 EX52                  | -                                        | 未確認          | -      | 逆行小惑星                  |
| 未登録     | 2007 TY430                 | 142                                      | 未確認          | 1      |                             |
| 未登録     | 2007 JH43                  | 522                                      | 未確認          | -      | 準惑星候補                  |

## 軌道

第一図：代表的な冥王星族

第二図：冥王星族の軌道要素

既知の冥王星族の軌道を第一図に示す。横軸が軌道長半径、縦軸が軌道傾斜角、円の大きさは直径（小天体等、不明な物は絶対等級やアルベドより数値化）である。
冥王星、オルクス、イクシオンの三天体は表記するには大き過ぎる為に白円で記す。冥王星最大の衛星、カロン（直径は概ねオルクスと等しい）も省いてある。
大多数の軌道は冥王星と同様に 10 - 25゜の軌道傾斜角に 0.2 - 0.25 の離心率を持ち、近日点は海王星軌道と交叉するか接する辺りから、遠日点はカイパーベルトの外縁にある。
以下に冥王星族の軌道の範囲の例として、極端な軌道を持つ3天体（図中黄色）を挙げる。
- 2005 EK298 2012年現在、最大の軌道傾斜角（i=40゜）を持つ。
- 2003 QV91 2012年現在、最も扁平な軌道（e=0.35）を持つ。近日点は天王星と海王星の中間辺りで、遠日点は散乱円盤天体領域にある。
- (119951) 2002 KX14 ほぼ円軌道（e=0.046）で黄道面上を運行（i=0.4゜）する。

全冥王星族（2008年10月現在）の軌道要素図を第二図に示す。図中に軌道傾斜角i（5゜刻み）と離心率e（0.05刻み）の度数分布図を添付する。